# محوطه دشتک باغ کلک
محوطه دشتک باغ کلک در شهرستان بهمئی، روستای دشتک باغ کلک واقع شده و این اثر در تاریخ ۲۴ فروردین ۱۳۸۲ با شمارهٔ ثبت ۸۳۱۷ به‌عنوان یکی از آثار ملی ایران به ثبت رسیده است.